# Новинське (Гагарінський район)
Новинське (рос. Новинское) — присілок Гагарінського району Смоленської області Росії. Входить до складу Баскаковського сільського поселення.
Населення — 7 осіб (2007 рік). 